# Suteria
Suteria is een geslacht van weekdieren uit de klasse van de Gastropoda (slakken).

## Soorten
- Suteria ide (Gray, 1850)
- Suteria raricostata Cumber, 1962